# Спасите наши души (фильм, 1960)
«Спасите наши души» — советский фильм режиссёра Алексея Мишурина 1960 года. 
Премьера состоялась 25 июля 1960 года. Фильм посмотрели 16,0 миллионов зрителей в первый год проката.

## Сюжет
Курсант мореходного училища Юрий Цимбалюк направлен на торговое судно «Запорожец». Юрия и радистку корабля Лесю Гордиенко связывает давняя дружба. Однако легкомыслие Юрия мешает им объясниться.
Судно вышло в очередной заграничный рейс. Радистка Леся приняла радиограмму SOS с яхты. На яхте была дочь английского богатого судовладельца Элис Мейсфилд и её жених Майкл Пейтон. Пейтон в минуту опасности отобрал у Элис спасательный пояс.
Тонущую Элис спасает Юрий. Репортёры берут интервью у Юрия и Леси. О происшествии пишут в английских газетах, молодые люди получают приглашение в Англию. Юрий и Леся знакомятся с семьёй Элис. Леся даёт советы Элис.
Юрий и Леся возвращаются домой на корабль. Они целуются. Их поцелуй видит боцман Микола Фёдорович и говорит: «Полный вперёд!».

## В ролях
- Александр Белявский — Юрий Цимбалюк, курсант
- Лидия Федосеева — Леся Гордиенко, радистка
- Виктор Добровольский — отец Цимбалюка
- Михаил Орлов — капитан
- Николай Яковченко — Микола Фёдорович, боцман
- Валерий Рудой — Дымчук, комсорг
- Наталья Малявина — Элис Мейсфилд, дочь английского судопромышленника
- Сергей Петров — Питер Мейсфилд, дедушка Элис
- Сергей Мартинсон — Нортон Мейсфилд, судопромышленник, отец Элис
- Юрий Прокопович — Майкл Пейтон, жених Элис
- Александр Гумбург — Шелтон, слуга
- Борис Хенкин — Джеймс, дворецкий
- Наталья Наум — Кэтрин, горничная
- Александр Ануров — Билл, водитель
- Евгений Балиев — репортёр
- Вячеслав Воронин — помощник капитана
- Антон Доценко — судовой механик
- Б. Диканский — репортёр
- Елена Долинская — кухарка Мейсфилдов
- Валерий Зиновьев — помощник капитана
- Ростислав Старик — Петро, моряк

## Съёмочная группа
- Режиссёр-постановщик — Алексей Мишурин
- Автор сценария — Евгений Помещиков
- Операторы-постановщики — Алексей Герасимов и Лев Штифанов
- Композитор — Юрий Щуровский
- Звукооператор — София Сергиенко
- Художник — Георгий Прокопец
- Дирижёр — Вениамин Тольба
- Директор картины — Борис Жолков

## Критика
Киновед Георгий Капралов писал: «Такие картины, как „Годы молодые“, «Черноморочка“, „Повесть о молодожёнах“, „Спасите наши души“ … выдают дешёвую побрякушку за эстетический идеал, формируют у части зрителей ложные представления о прекрасном».
Кинокритик Ростислав Юренев также невысоко оценивал фильм. Он писал, что снятые по сценариям Е. Помещикова фильмы «Черноморочка» и «Спасите наши души» были «единодушно признаны неудачными». Критик писал: «… стандарт, штампы, отсутствие ясной мысли и сатирической остроты равно присущи этим комедиям, что бы они ни показывали — одесских комсомольцев или лондонских капиталистов, музыкальных эксцентриков или морских волков».
Критик Владимир Фролов так оценивал фильм: «Сценарий был задуман, как комедия, даже как водевиль с элементами эксцентрики. Но на экране получилась чуть ли не мелодрама, в которой всё разыгрывается всерьёз, без чувства юмора, с невероятным нажимом на банальные нравоучения, в удивительно замедленном темпе». Он иронично отнёсся к тому, как «авторы комедии решили спасать души обитателей особняков на британских островах» «по приёмам кинематографических штампов». В своей рецензии на фильм он также написал, что «режиссёр в фильме „Спасите наши души“ не блеснул находками».
Киновед Александр Фёдоров указывал, что кинокартина «„Спасите наши души“ — трогательная история о том, как отважный советский моряк спас тонущую богатую англичанку — имела немалый успех у зрителей». Он также писал о фильме «Вольный ветер»: «Как и в ленте „Спасите наши души“, заграничные персонажи изображены условно, без полутонов, а все яркие краски отданы положительным влюблённым…».